# Гілюй (роз'їзд)
Гілюй (рос. Гилюй) — роз'їзд Тиндинського регіону Далекосхідної залізниці Росії, розташований на дільниці роз'їзд Бестужево — Нерюнгрі-Пасажирська між роз'їздом Бестужево (відстань — 19 км) і станцією Могот (25 км). Відстань до ст. Нерюнгрі-Пасажирська — 183 км; до транзитного пункту Тинда — 46 км.